# 克莱拉克
克莱拉克（法語：Clairac，法語發音：[klɛʁak]）是法国洛特-加龙省的一个市镇，属于马尔芒德区。

## 地理
克莱拉克（44°21'35"N, 0°22'44"E）面积33.78 平方千米，位于法国新阿基坦大区洛特-加龍省，该省份为法国西南部内陆省份，北起多爾多涅省，西接吉倫特省和朗德省，南至热尔省，东临塔恩-加龙省和洛特省。
与克莱拉克接壤的市镇（或旧市镇、城区）包括：布朗、格拉特卢-圣盖朗、洛特河畔拉菲特、拉帕拉德、尼科勒、托南斯。

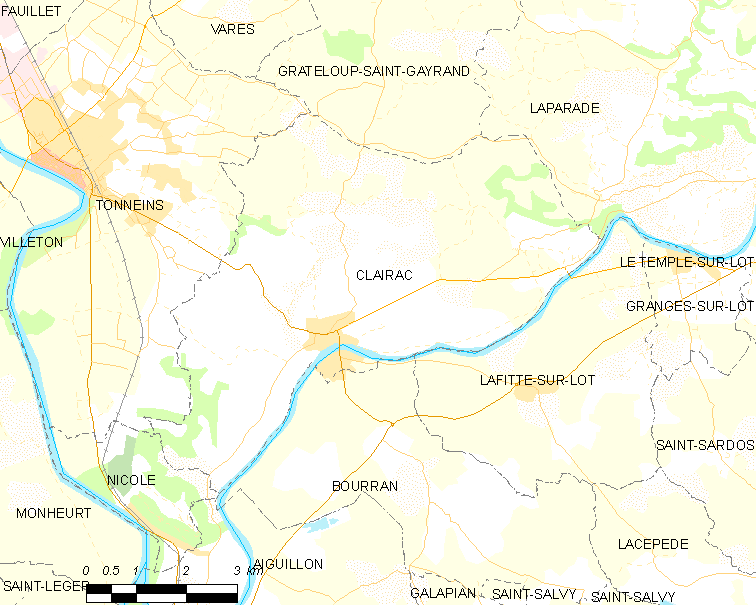
克莱拉克的OSM定位图

克莱拉克的时区为UTC+01:00、UTC+02:00（夏令时）。

## 行政
克莱拉克的邮政编码为47320，INSEE市镇编码为47065。

## 政治
克莱拉克所属的省级选区为托南斯县。

## 人口

1962-2008年间克莱拉克人口变化图示

克莱拉克于2022年1月1日时的人口数量为2576人。